# Mr. Woodcock
Mr. Woodcock ist eine US-amerikanische Filmkomödie aus dem Jahr 2007. Regie führte Craig Gillespie, das Drehbuch schrieben Michael Carnes und Josh Gilbert.

## Handlung
John Farley war als Kind dick, weswegen sein Sportlehrer Jasper Woodcock ihm – wie den meisten seiner Mitschüler – das Leben schwer machte. Der erwachsene Farley erfährt, dass seine verwitwete Mutter Beverly eine Beziehung mit Woodcock hat. Beverly will Woodcock heiraten, was ihren Sohn empört.
John versucht, sich mit seinem künftigen Stiefvater anzufreunden und begleitet ihn den ganzen Tag. Er lernt in einem Altenheim Woodcocks Vater kennen, dessen Charakter durch und durch verdorben ist. Woodcock trainiert mit den alten Menschen im Schwimmbad, jedoch bleibt ein älterer Herr im Rollstuhl am Beckenrand und reagiert nicht auf Woodcocks Offerte ins Wasser zu gehen. Dieser fühlt sich veralbert und wirft ihn kurzerhand in das Becken. John will den Mann vor dem Ertrinken retten; dabei stellt sich jedoch heraus, dass der Mann durchaus schwimmen kann. Beim Rettungsversuch wird er vom Mann bewusstlos geschlagen. John selbst wird aus dem Pool gezogen und künstlich beatmet.
Um Beweise zu finden, dass Woodcock nicht der geeignete Ehemann ist, sucht John Woodcocks Ex auf.
Auf der Kirmes liefern sich die beiden einige Wettkämpfe, Woodcock kann doch selbst als Verlierer im Maiskolbenwettessen gewinnen, weil John seine Genugtuung einmal Mr. Woodcock besiegt zu haben in einem peinlichen Jubel enden lässt.
Bei der Wahl von Woodcock zum Lehrer des Jahres wird es John zu viel. Er kann es nicht glauben, dass alle Anwesenden Woodcock mögen. Als John am Rednerpult ist, nutzt er die Möglichkeit über Woodcock zu schimpfen. Dies findet beim anwesenden Publikum keinerlei Zustimmung. Natürlich ist jetzt auch Johns Mutter sauer auf ihn.
In einer Fernsehsendung um sein neues Buch zu promoten verlässt er vor laufenden Kameras die Sendung, um die Wogen wieder zu glätten. Ein klärendes Gespräch mit Woodcock endet in einem Ringkampf, bei welchem sich Woodcock schwer verletzt. Auf dem Weg ins Krankenhaus kommen sich die beiden Ringkämpfer näher und John erkennt, dass Woodcock vielleicht doch der richtige für seine Mutter ist. John bringt Woodcock auf einer fahrbaren Trage zu Beverly und Woodcock und sie vertragen sich wieder. An Weihnachten veröffentlicht John Farley sein neues Buch „Backbone“ (Rückgrat).

## Kritiken
Justin Chang spottete in der Zeitschrift Variety vom 13. September 2007, das wiederholte Aufsagen des Wortes Woodcock sei lustiger als dieser Film. Die Darstellung von Billy Bob Thornton mache das Ergebnis etwas besser.

## Hintergründe
Der Film wurde in Los Angeles, in Pomona (Kalifornien), in Santa Clarita (Kalifornien) und in Santa Paula (Kalifornien) gedreht. Er startete in den Kinos der USA am 14. September 2007 und spielte dort bis zum 4. November 2007 ca. 25,6 Millionen US-Dollar ein.
Außerdem spielte die DVD, die in den USA bereits erschienen ist, dort bisher über 30 Millionen US-Dollar ein.